# Murtonen (ö i Mellersta Finland)
Murtonen är en ö i Finland. Den ligger i sjön Suontee och i kommunen Joutsa i den ekonomiska regionen  Joutsa ekonomiska region  och landskapet Mellersta Finland, i den södra delen av landet, 180 km nordost om huvudstaden Helsingfors. Öns area är 6,7 hektar och dess största längd är 410 meter i sydöst-nordvästlig riktning.